# James Bryson Baird
James Bryson Baird (* 7. März 1859 in Appleton, Mississippi Mills, Provinz Kanada, heute: Ontario; † 6. November 1939 in Pilot Mound, Manitoba) war ein kanadischer Politiker der Manitoba Liberal Party, der unter anderem zwischen 1907 und 1922 Mitglied der Legislativversammlung von Manitoba sowie von 1916 bis 1922 deren Sprecher war.

## Leben
James Bryson Baird besuchte die Appleton Public School und ließ sich 1879 in Pilot Mound in Manitoba nieder, wo er als Kaufmann und Viehhändler tätig war. Er wurde 1904 zum ersten Bürgermeister von Pilot Mound gewählt und diente drei aufeinanderfolgende Amtszeiten ohne Gegenkandidaten bis 1907, woraufhin Robert Dickson Ferguson 1908 neuer Bürgermeister wurde. Er war außerdem von 1901 bis 1907 Postmeister der Stadt, Präsident des örtlichen Handelsausschusses und acht Jahre lang Vorsitzender des öffentlichen Schulrats. Am 7. März 1907 wurde er für die Manitoba Liberal Party im Wahlkreis „Mountain“ erstmals zum Mitglied der Legislativversammlung von Manitoba gewählt und gehörte dieser nach seinen Wiederwahlen am 11. Juli 1910, 10. Juli 1914, 6. August 1915, 29. Juni 1920 bis zu seiner Niederlage gegen Charles Cannon von den United Farmers of Manitoba (UFM) am 18. Juli 1922 an.
Am 6. Januar 1916 wurde Baird, der ein leidenschaftlicher Verfechter des Frauenwahlrechts war, als Nachfolger von James Johnson Sprecher der Legislativversammlung (Speaker) und bekleidete das Amt des Parlamentspräsidenten bis zum 24. Januar 1922, woraufhin Philippe Adjutor Talbot von der UFM ihn ablöste.
Aus seiner im März 1882 geschlossenen Ehe mit Margaret Louise Teskey (1857–1940) gingen die sechs Kinder Nina Ethel Baird (1882–?), Clifford Robert Baird (1887–?), James Leroy Baird (1889–?), John Baird (1892–?), George Baird (1894–?) und Ellwood Baird (1896–?) hervor. Nach seinem Tode wurde er auf dem Pilot Mound Old Cemetery beigesetzt.

## Hintergrundliteratur
- F. H. Schofield: The Story of Manitoba, The S. J. Clarke Publishing Company, Winnipeg 1913
- Pioneers and Prominent People of Manitoba, Canadian Publicity Company, Winnipeg 1925
- J. M. Bumsted: Dictionary of Manitoba Biography, University of Manitoba Press, 1999, S. 13, ISBN 0-8875-5-1696 (Onlineversion (Auszug))